# スィアチ

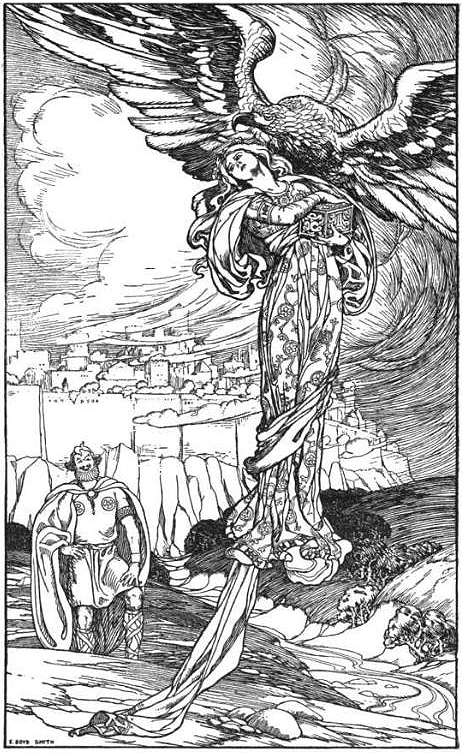
Elmer Boyd Smithが描いた、鷲に変身したスィアチがイズンをさらう場面。（1902年）

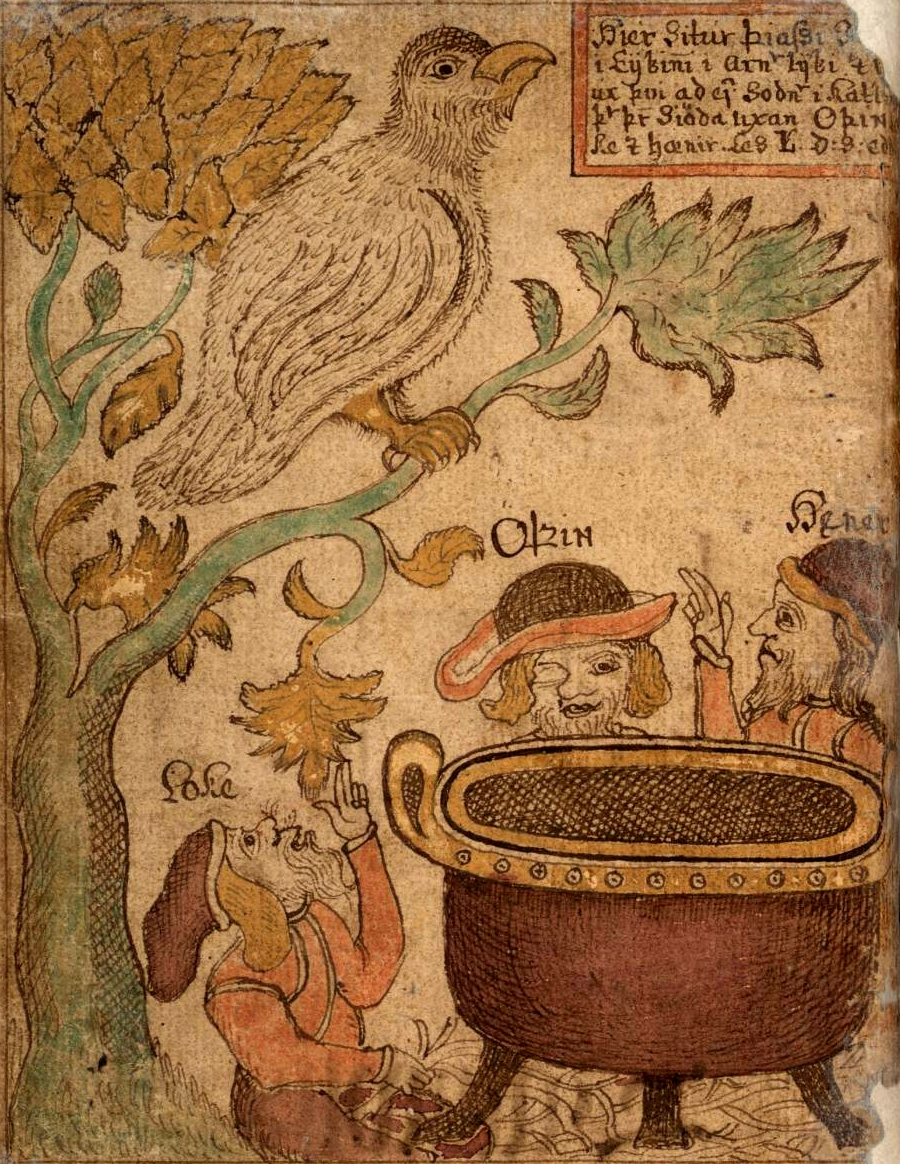
写本『SÁM 66』に描かれた、オーディンらの料理ができあがるのを、鷲の姿のスィアチが魔法で邪魔する場面。

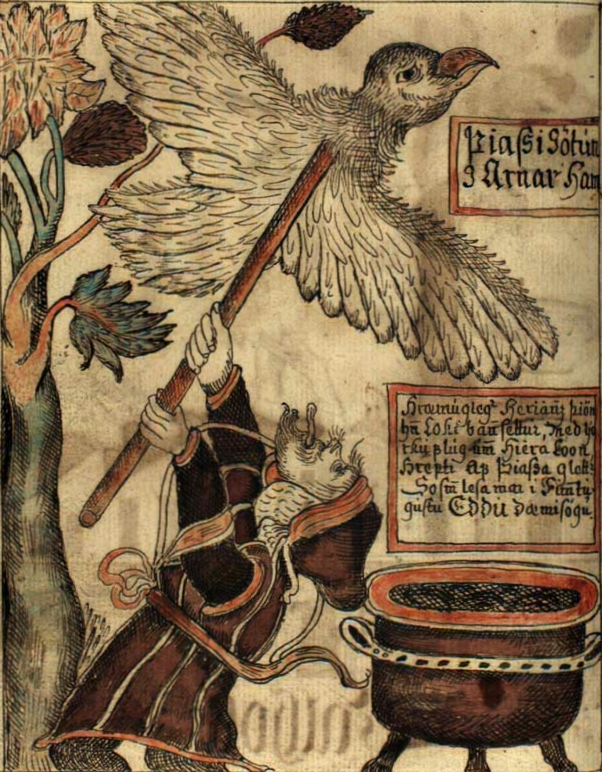
写本『NKS 1867 4to』に描かれた、スィアチを棒で打ったロキが棒ごと引っ張り上げられる場面。

スィアチ（またはシアチ、シャチ、シャツィ、チアシ、スィアツィ、スィヤチ、ティアチなど。古ノルド語：Þjazi）は、北欧神話に登場する巨人の一人。
娘はスカジ。父はアルヴァルディ（またはオルヴァルディ）。兄弟にイジ、ガングがいる。
（1980年12月20日初版・東海大学出版会）付録より
の訳

## 『詩語法』に残る神話

### イズン掠奪
『スノッリのエッダ』第二部『詩語法』で、彼がアース神族の女神の一柱イズンを、神々に永遠の若さをもたらすリンゴもろとも略奪する経緯が紹介されている。ノルウェーのスカルド詩人フヴィーンのショーゾールヴル(en)の詩『長き秋』の題材にもなった。
旅行中のオーディン、ヘーニル、ロキが、昼食をとるため牛を捕らえて蒸し焼きにしようとしたが、なぜか肉が焼けなかった。近くの木に大きな鷲が留まっており、これが魔法をかけていたためだった。そこで、肉を分けるから魔法を解くように言うと、鷲は承諾し、たちまち肉が焼けた。しかしその肉の中で最も良い部分を鷲がすかさず奪い取ってしまう。ロキが木の棒を振り回し、鷲に当たったところ、木の棒は鷲の体にくっついてしまい、手から棒が離れなくなったロキは鷲とともに上空へ持ち上げられた。鷲はロキの体が木々に叩きつけられる高さで飛行し、ロキに「助けてほしければ、イズンにリンゴを持って来させろ」と言い、ロキはやむを得ず承諾する。この鷲は巨人スィアチの変身した姿であった。
ロキは「永遠の若さをもたらすリンゴによく似たリンゴを見つけた。あなたのリンゴと見比べてみないか」などと言って、リンゴを持たせたイズンをアースガルズの外へ連れ出す。鷲に変身したスィアチが素早く彼女をさらってしまった。リンゴを食べられなくなった神々はたちまち老い始めた。
調査の結果ロキの関与が判明し、イズンの奪還を命じられた。ロキはフレイヤの持つ鷹の衣をまとって鷹に変身して、スィアチの館スリュムヘイムへ潜入しイズンを見つけると素早く呪文を唱え、彼女を一個の木の実に変えてしまい、足に握って持ち去った。すぐにスィアチが羽衣をまとって鷲に変身し、追いかけてきた。こちらへ向かってくる2羽の鳥を見つけた神々は、アースガルズの外に大量のかんな屑を置いた。そしてロキの鷹がアースガルズの砦の内側に下りると鉋屑に火を着けた。スィアチの鷲はロキを見失ったものの止まることができず、羽毛に火が移り落下した。神々はアースガルズの門の内側でスィアチを殺害したという。

### 娘スカジ
スィアチにはスカジという娘がおり、父の死の復讐のためアースガルズに乗り込んできたが、神々は彼女と和解すべく、アース神族の男神との結婚をもちかける。バルドルと結婚できるなら神々を許すと彼女は考えたが、婿選びの儀式の結果ニョルズとの結婚が決まってしまう。怒りを解かない彼女をなだめようと、ロキが自分の陰嚢と山羊の髭を結んで引っ張り合いをし、彼女はその様子に大笑いしてようやく怒りを鎮めた。オーディンはさらに、スィアチの2つの眼球を天に上げて星にすることでスカジを慰めた。

### 父の遺産
スィアチの父アルヴァルディは多量の黄金を所有していた。父の死後、スィアチと兄弟イジ、ガングが、自分の口いっぱいに金を頬張ることを秤の代わりとして、同じ回数ずつ金を取って分けた。このことに由来して黄金を「巨人の口数え」「巨人たちのことば」「巨人の声またはことば」と呼ぶケニングが生まれた。たとえば、詩人の「古いビャルキ」が「シャチの民会のことば」という表現を用いている。

## その他の言及
『古エッダ』の『グリームニルの歌』第11節では、「かつて不気味な巨人スィアチが住んでいたスリュムヘイムに現在は、神の美しい花嫁スカジが住んでいる」と語られている。
また、『古エッダ』の『グロッティの歌』第9節には、スィアチがフルングニルとその父より強かったという記述がある。
『古エッダ』の『ヒュンドラの歌』第30節には、「バルドルの父はブルの子、フレイの妻ゲルズは巨人のギュミルとアウルボザの娘、スィアチは彼らの身内だ」という趣旨の記述がある。